# Rubídium

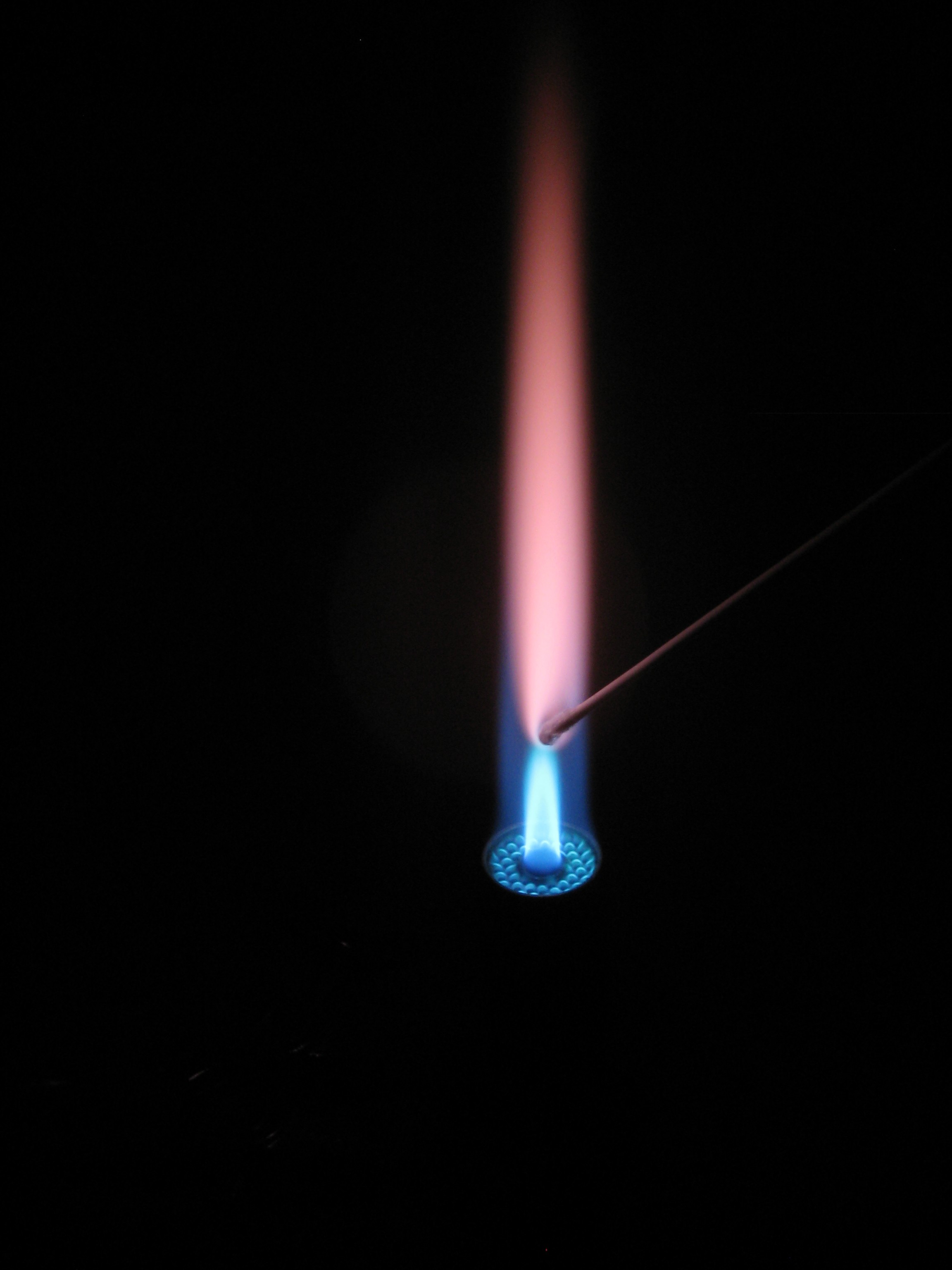
Lángfestése

A rubídium a periódusos rendszer egy kémiai eleme. Vegyjele Rb, rendszáma 37. Az I. főcsoportba, az alkálifémek közé tartozik. Elemi állapotban ezüstös színű, lágy, jól nyújtható könnyűfém. Reakcióképessége rendkívül nagy, robbanásveszélyes. A vízzel robbanással egybekötött heves reakcióba lép, a levegő oxigénjével érintkezve gyorsan oxidálódik, meggyullad, ezért inert (zárt) körülmények között kell tárolni.

## Története
Létezésére Robert Wilhelm Bunsen és Gustav Robert Kirchhoff következtetett 1860-ban színképelemzési eredményekből. 1861-ben rubídium-klorid elektrolízisével elő is állították. Neve a rubidus = „vörös” latin szóból származik, utalva a jellemző színképvonalára. Mindig jelen van a kálium mellett, de önálló ásványa nincs.

## Előállítása
Kálisók feldolgozása után hátramaradó anyalúgban a rubídium és a cézium feldúsul. Bepárlás során előbb a nátrium-klorid válik ki, majd rubídium tartalmú kálium-klorid. Ezt Rb2SnCl6 vegyületté alakítják és a mellette keletkező K2SnCl6-tól frakcionált kristályosítással választják el. A fémet magát RbCl elektrolízisével készítik.

## Jellemzői

### Kémiai tulajdonságai
Felületén a levegő hatására szürke oxidréteg keletkezik, ezért petróleum alatt tárolják. Levegőn magától meggyullad, csak poroltóval oltható. Vízzel nagyon hevesen reagál, halogénekkel közvetlenül sót képez. A lángot vörösesibolya színűre festi.

### Fizikai tulajdonságai

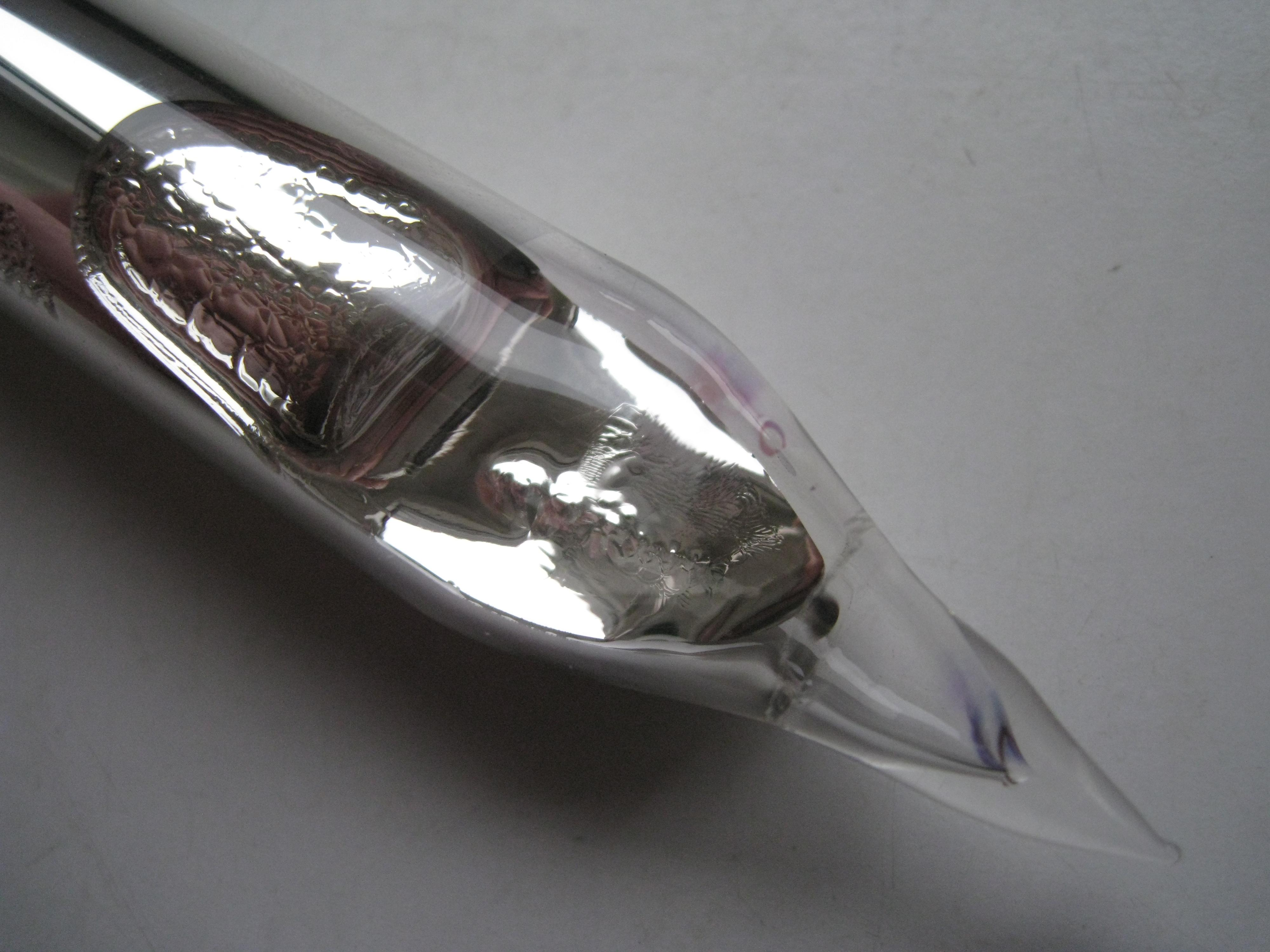
Rubídium egy ampullában

A rubídium egy ezüstfehéren csillogó puha könnyűfém. ( Szabad levegőn csak pár percig, utána oxidálódik a felszínén, és ettől matt lesz.)
- Olvadáspontja: 39 °C
- Atomtömege: 85,4678 g/mol
- Elektronkonfigurációja: [Kr]5s1

## Felhasználása
Atomórákban. Petárdákban, tűzijátékokban.
A rubídium-82 izotópot pozitronemissziós tomográfiás (PET) vizsgálatok során is alkalmazzák. Mivel a szervezet nem tudja megkülönböztetni a káliumtól, a radioaktív rubídium a magas káliumtartalmú szövetekben halmozódik fel. A rubídium-82-t főként szívizom perfúziós vizsgálatokra, illetve agydaganatok kimutatására használják. Utóbbit az teszi lehetővé, hogy az agyban található tumoroknál sérül a vér-agy gát, ezáltal az egészséges agyszövethez képest a daganatok erősebben halmozzák az izotópot. Mivel a rubídium-82 felezési ideje csak 76 másodperc, a vizsgálat előtt közvetlenül kell előállítani stroncium-82 izotópból.

## Élettani tulajdonságai
A rubídium a természetben a káliumvegyületek mellett fordul elő. Káliumvegyületek vannak a szervezetben, ezért következtetésképpen a kálium mellett a szervezetben némi rubídium is előfordulhat. A szervezet képtelen megkülönböztetni a rubídiumot a káliumtól, a rubídium az intracelluláris folyadéktérben koncentrálódik (pl. a sejtek citoplazmájában). Egy átlagos, 70 kilogrammos emberben átlagosan 0,36 g rubídium található. Mivel minimális mennyiség van a szervezetben belőle, ezért az élő szervezet működésében semmilyen szerepe nincs. depresszió kezelésében jótékony hatásúnak találták, ezért felmerült esetleges gyógyszerként való alkalmazása is.

## Izotópjai
Két természetes izotópból áll, ezek a stabil 85Rb és a gyengén béta-sugárzó 87Rb. További 33 radioaktív izotópja van.
A rubídiumot olaj alatt kell tartani, hogy ne reagáljon a levegőben lévő vegyületekkel, például oxigénnel.